# Музей нелегальной иммиграции и ВМФ

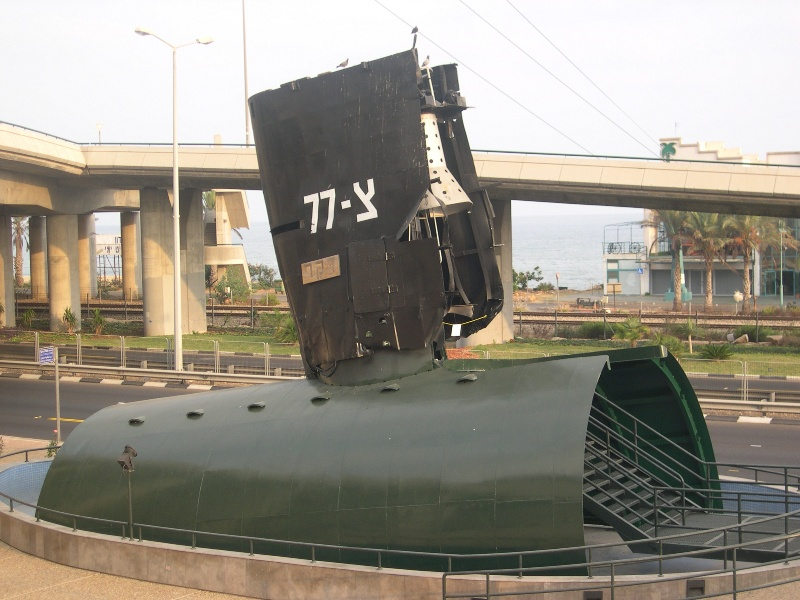
Остатки подводной лодки Дакар в музее ВМС в Хайфе

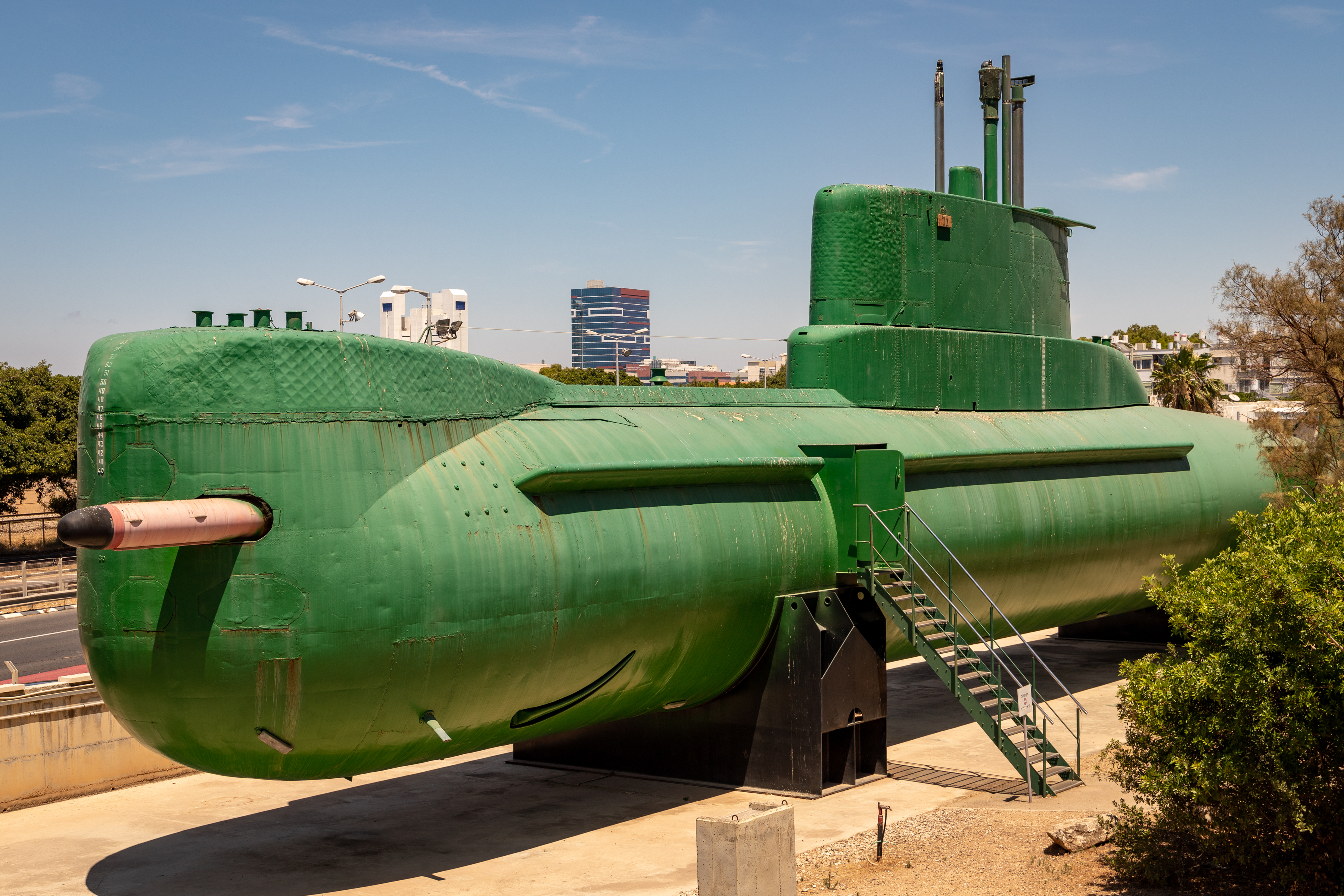
Подводная лодка Галь в музее ВМС в Хайфе

Музей нелегальной иммиграции и военно-морского флота им. Давида Акоэна (ивр. מוזיאון ההעפלה וחיל הים‎, англ. Clandestine Immigration and Naval Museum) — исторический военно-морской музей, экспозиция которого охватывает историю нелегальной иммиграции в Палестину во время Британского мандата, а также историю израильского военно-морского флота с момента его создания до настоящего времени.
Музей назван в честь Давида Акоэна, одного из лидеров еврейской общины. Созданный подполковником Йошке Альмогом и открытый для посетителей в 1969 году в Хайфе (Израиль), музей расположен в районе Кирьят Элиэзер, рядом с нижней станцией канатной дороги. Музей находится в ведении Министерства обороны Израиля. В музее проводятся экскурсии, а также тематические семинары по истории иммиграции и военно-морского флота.

## Отдел истории иммиграции
Экспозиция посвящена истории борьбы за право на иммиграцию в Израиль в период с 1934 по 1948 год.
В центральной части музея экспонируется полностью сохранившийся корабль «Аф Аль Пи Хен» («Несмотря ни на что»), история которого связана с алиёй «Бет». В 1947 году с 434 иммигрантами на борту, корабль был перехвачен британским эсминцем, а его пассажиры были депортированы на Кипр. После Войны за Независимость судно было преобразовано в военно-морской корабль и прослужило на флоте до 1958 года, а затем было демонтировано и переведено в музей, где было собрано заново. На борту судна можно увидеть каюты иммигрантов, а также видео-звуковое представление о нелегальной иммиграции.
Представлены документы, иллюстрирующие историю нелегальной иммиграции: рассказы иммигрантов, фотографии, вырезки из газет, модели и компьютеризированные карты маршрутов судов; а также различные экспонаты, рассказывающие о жизни в депортационных лагерях на Кипре.

## Отдел истории ВМФ
Экспозиция отражает непосредственную связь между иммиграцией, морскими отрядами Хаганы и началом создания военно-морского флота. Представлена история функционирования Морского корпуса во всех войнах Израиля.

## Экспонаты
Перед входом в музей установлена часть рубки поднятой со дна моря подводной лодки «Dakar», погибшей в 1968 году.
Наиболее крупные экспонаты, размещённые во дворе музея:
- Ракетный катер типа «Саар 2»;
- Подводная лодка «Галь» (установлена и открыта для посещения в 2007 году);
- Судно, использовавшееся для перевозки нелегальных репатриантов «Аф Аль Пи Хен» (десантный корабль времён Второй мировой войны);
- Катер морских командос типа «Снунит»;
- Торпедный катер советского производства (проект 123), захваченный у Египта в 1973 году;
- Катер типа «Пикколо» (с этого катера была совершена попытка высадки террористов на пляже Ницаним в 1990 году).

На территории музея также экспонируются винты и якоря кораблей, противокорабельная крылатая ракета «Габриэль», якорная мина английского производства и другая техника, применявшаяся ВМФ Израиля в разные годы.